# 1992年5月8日香港暴雨
1992年5月8日香港暴雨是指於1992年5月8日在香港因暴雨引發的災害。是次暴雨促使了香港天文台設立暴雨警告系統。

## 事件經過
一道低壓槽於5月7日在華南沿岸形成。5月8日清晨，與低壓槽相關的強雷雨區移近香港，其中於06:00至07:00期間雨勢最大，皇家香港天文台在該小時內錄得109.9毫米雨量，是有紀錄以來第四高時雨量，僅次於2023年9月7日錄得的158.1毫米、2008年6月7日錄得的145.5毫米及2006年7月16日強烈熱帶風暴碧利斯的115.1毫米。其中在筲箕灣的氣象站，更在06:20-07:20的一小時內，錄得144.5毫米雨量。而全日錄得最高雨量的地區是太平山頂，共385毫米。

## 災情
上午6時許，公主道近培正道一段發生水浸，來回全線被淹浸，至上午9時許，經工人疏通渠道後，才恢復通車。
上午8時20分左右，灣仔堅尼地道近皇后大道東，香港華仁書院下方的山坡發生山泥傾瀉，塌下的150公噸山泥擊中一輛駛經的私家車，車上一名48歲男司機送完子女上學在回程途中，他被山泥活埋，救出送院後不治；同時，大量洪水從正義道沖落金鐘道，引致正義道及太古廣場對出的一段金鐘道西行線嚴重水浸，部分途經正義道的途人更被洪水沖倒，幸沒大礙。
上午約8時40分，一名12歲男童在寶雲道近灣仔峽道交界的一條瀑布前玩耍時，被突發山洪沖走失蹤。約在同一時間，一名29歲男子在西貢白沙灣被閃電擊中身亡。
下午約3時半，薄扶林碧瑤灣近第44座的斜坡發生山泥傾瀉，山泥更湧入其中一幢住宅大廈，一名在地面層住宅單位的廚房的7歲男童，及一名在現場視察的38歲政府工程師被活埋死亡，另有5人受傷。由於現場持續有山泥瀉下，警方需臨時封閉共10幢大廈，約1,500名居民需疏散。
當局全日共收到超過200宗山泥傾瀉報告，其中150宗發生在港島區。同時亦收到約300宗水浸報告。在新界區，共有128公頃農田被淹浸。
是次暴雨共造成4人死亡、3人受傷及1人失蹤，經濟損失約1億港元。5月8日普遍地區錄得超過200毫米雨量，天文台總部全日錄得324.1毫米雨量，是5月份第二最高日雨量，位列有紀錄以來第10位。

## 爭議及影響
當天早上天氣惡劣，學生要冒着暴雨下上學，而不少學生則因為水浸及山泥傾瀉而無法上學，但教育署沒有宣佈停課，香港考試局也繼續如期進行當日上午的香港中學會考會計學原理科及香港高等程度會考歷史科考試，其後於上午11時教育署才宣佈下午校及夜校停課，令時任教育署署長李越挺備受各界抨擊。
由於該場暴雨在上午繁忙時間發生，為免再引致大混亂，促使天文台在同年設立暴雨警告系統。

## 外部連結
- 香港天文台 天氣資料室（页面存档备份，存于）